# Lakeland (Florida)
Lakeland je město v Polk County na Floridě. Jde o nejlidnatější město v okrese. V roce 2020 ve městě žilo přibližně 113 tisíc obyvatel. Jde o hlavní město metropolitní oblasti Lakeland – Winter Haven.
V okolí města se nachází několik jezer. Městu je přezdíváno „Swan City“, kvůli labutím, které jsou potomky páru darovaného Alžbětou II v roce 1957. Ve městě se nachází letiště a firemní ředitelství Publixu.